# Herb gminy Gubin
Herb gminy Gubin – jeden z symboli gminy Gubin, ustanowiony 28 sierpnia 2008.

## Wygląd i symbolika
Herb przedstawia na tarczy koloru błękitnego złoty gród warowny z bramą i wieżą, a przed nim złotą rybę w słup. Gród nawiązuje do Niemczy Łużyckiej, a ryba do skarbu z Witaszkowa. 